# Konkurs Piosenki Eurowizji Junior 2014
12. Konkurs Piosenki Eurowizji Junior odbył się 15 listopada 2014 roku na terenie byłej stoczni Malta Shipbuilding w Marsie (niedaleko Valletty) na Malcie. Organizatorem była Europejska Unia Nadawców i maltański nadawca Public Broadcasting Services (PBS). 
W konkursie wzięło udział 16 państw. Zwyciężył Vincenzo Cantiello, reprezentant Włoch z utworem „Tu primo grande amore”.

## Lokalizacja

### Wybór miejsca organizacji
Po zwycięstwie Gai Cauchi, reprezentantki Malty rok wcześniej, Europejska Unia Nadawców zaproponowała organizację konkursu maltańskiej telewizji publicznej. 17 grudnia 2013 roku, Anton Attard – prezes Public Broadcasting Services (PBS), podpisał dokument potwierdzający organizację tego wydarzenia w tym kraju. Dzień później, poprzez oficjalną stronę internetową junioreurovision.tv poinformowano, że 12. Konkurs Piosenki Eurowizji Junior odbędzie się na Malcie. Dodatkowo ujawniono, że po raz pierwszy w historii w materiałach promocyjnych pojawi się nazwa całej wyspy jako gospodarza, a nie jedynie miasta. 13 stycznia 2014 roku podano dokładną datę finału – 15 listopada.
16 czerwca 2014 roku, Europejska Unia Nadawców potwierdziła, że 12. edycja konkursu odbędzie się w kompleksie trzech dużych, byłych hal stoczniowych Malta Shipbuilding. Środkowa hala została przeznaczona na lokalizację sceny oraz miejsca dla widowni. Dwie boczne hale na wejścia publiczności, toalety, garderoby oraz stoiska z pamiątkami i gastronomią. Łącznie pojemność hal podczas koncertu została oszacowana na ok. 4–4,5 tysiąca osób.

## Organizacja

### Projekt grafiki i sceny
9 maja 2014 roku, podczas trwania Konkursu Piosenki Eurowizji 2014 maltański nadawca wraz z EBU zorganizował konferencję prasową dotyczącą wspólnie organizowanego konkursu. Podczas spotkania Anton Attard – producent wykonawczy z ramienia PBS, zaprezentował oficjalny logotyp wydarzenia. Inspiracją do stworzenia grafiki był krzyż maltański oraz chińska gra logiczna – tangram. Kolorystyka każdego z poszczególnych segmentów logo symbolizuje krajobraz Malty: piasek, morze, kamień, trawę, niebo, zmierzch i słońce. Hasłem przewodnim 12. Konkursu Piosenki Eurowizji Junior został slogan #Together.
Krótkie, czterdziestosekundowe wizytówki (tzw. „pocztówki”) prezentowane przed każdym występem konkursowym, przedstawiały formy spędzania wolnego czasu przez dzieci. Część z nich była nakręcona w kompleksie przemysłowym SmartCity Malta.
Projekt graficzny sceny został zaprezentowany 30 września podczas spotkania szefów krajowych delegacji. Autorem projektu jest Claudio Santucci z mediolańskiego przedsiębiorstwa Gio’Forma. W zamyśle projektanta, scenografia miała przypominać origami, a tym samym nawiązywać kształtem do oficjalnego logo konkursu. Podczas wydarzenia reprezentanci prezentowali się na tle ściany LED w wysokiej rozdzielczości, sięgającej 9 metrów. Również podłoga wzbogacona została szerokim na 28 metrów ekranem niskiej rozdzielczości. Łącznie oprawę graficzną wydarzenia zapewniło 508 metrów kwadratowych ekranów LED. Młodzi wokaliści podczas swoich prezentacji mogli korzystać z jednego z dwóch przygotowanych wybiegów (tzw. catwalków). Montaż całej dekoracji rozpoczął się 21 października, zakończył zaś 30 października.

### Prowadzący
10 września 2014 roku poinformowano, że funkcję gospodarza konkursu pełnić będzie aktorka i prezenterka telewizyjna Moira Delia. Wcześniej Delia prowadziła konferansjerkę m.in. podczas maltańskich preselekcji do Konkursu Piosenki Eurowizji – Malta Eurovision Song Contest. Aktorka była pierwszą w historii konkursu osobą, która samotnie poprowadziła całe wydarzenie. Wcześniejsze konkursy zawsze prowadziła para konferansjerów.

### Kolejność startowa
Podczas spotkania szefów krajowych delegacji, 30 września poinformowano o zmianie sposobu losowania pozycji startowych. Ustalono, że Malta jako kraj goszczący konkurs wybierze swoją pozycję w drodze losowania. Ponadto pierwszy i ostatni numer startowy również miał zostać przydzielony w sposób całkowicie przypadkowy. Pozostałe kraje wylosować miały jedynie pierwszą bądź drugą połowę finału podczas ceremonii otwarcia. O ostatecznej pozycji tych krajów zadecydować mieli producenci widowiska wspólnie z Europejską Unią Nadawców, podobnie jak to jest od 58. Konkursu Piosenki Eurowizji. Aby uniknąć wybierania pozycji w porządku alfabetycznym, 7 listopada w siedzibie PBS odbyło się wstępne losowanie, w czasie którego ustalono następstwo poszczególnych państw podczas tej ceremonii. W czasie wydarzenia obecny był kierownik wykonawczy z ramienia EBU Władisław Jakowlew, prowadząca konkurs Moira Delia oraz ubiegłoroczna zwyciężczyni konkursu Gaia Cauchi, która pełniła funkcję tzw. „sierotki” – osoby dokonującej losowania. Wieczorem 9 listopada w letniej siedzibie prezydenta Malty odbyła się ceremonia powitalna wszystkich delegacji. Podczas uroczystości poszczególni reprezentanci przeprowadzili właściwe losowanie połów finałowych. Tego samego wieczoru producenci za pośrednictwem oficjalnej strony wydarzenia junioreurovision.tv, ujawnili ostateczną kolejność występów.

### Próby techniczne
30 września podczas spotkania szefów krajowych delegacji, organizująca wydarzenie stacja PBS poinformowała, że próby techniczne poszczególnych państw nie będą się odbywać w sposób zgodny z kolejnością startową w przeciwieństwie do poprzednich lat. Według nadawcy dzięki takiemu rozwiązaniu, uczestnicy mieli okazję zwiedzać Maltę oraz lokalne szkoły bez wpływu na próby toczące się w tym czasie w Malta Shipbuilding. Wokaliści po raz pierwszy wystąpili zgodnie z kolejnością startową w piątek, 14 listopada 2014 roku, podczas pierwszej próby generalnej.

### Oficjalna piosenka
29 października, Gaia Cauchi, zwyciężczyni konkursu w 2013 roku opublikowała oficjalną piosenkę przewodnią konkursu. Utwór napisany przez Eltona Zarba i Gordona Bonello zarówno tytułem, jak i słowami autorstwa Mata Muxu, bezpośrednio nawiązuje do hasła przewodniego imprezy: #together. Oficjalna premiera utworu odbyła się w szkole św. Franciszka w Sliemi. Podczas prezentacji obecni byli: minister spraw wewnętrznych i bezpieczeństwa narodowego Republiki Malty – Dr Tonio Portughese, prezes telewizji PBS, kierownik wykonawczy z ramienia PBS – Anton Attard, członkowie delegacji maltańskiej, dyrektor, nauczyciele oraz uczniowie placówki. Sam utwór został zaprezentowany podczas finału. Wykonany został wspólnie przez wszystkich reprezentantów z poszczególnych państw.

### Głosowanie
Podczas konkursu w 2014 roku powrócono do systemu głosowania sprzed dwóch lat. Według niego profesjonalne jury układało ranking dziesięciu najwyżej, a nie jak poprzednio wszystkich ocenionych przez grono państw. Swój indywidualny ranking na tych samych zasadach układali widzowie za pomocą głosowania telefonicznego i SMS-owego. Następnie oba głosowania zsumowano w stosunku 50:50 i utworzono ostateczną krajową punktację.
Każdy kraj przyznawał punkty dziesięciu najwyżej ocenionym przez siebie krajom, od 12 punktów dla najlepszej propozycji, 10 punktów dla piosenki z drugiego miejsca i 8 punktów dla propozycji z trzeciego miejsca, a potem od 7 do 1 punktu dla kolejnych siedmiu utworów w rankingu. Podobnie jak w 2013 roku zrezygnowano z kosztowego łączenia satelitarnego z poszczególnymi państwami. Rzecznicy każdego z nich podawali trzy najwyższe noty wprost ze sceny konkursowej. Noty od 1 do 7 zostały automatycznie wyświetlone na tablicy punktowej, tak aby niepotrzebne nie przedłużać wydarzenia.
30 października 2014 roku, EBU poinformowało, że podczas konkursu zostanie po raz pierwszy przeprowadzone dodatkowe głosowanie za pomocą sieci Internet. Według organizatorów dzięki takiemu rozwiązaniu, widzowie z krajów nie uczestniczących w konkursie również będą mogli wskazać swojego faworyta. Uściślono jednak, że głosy internautów nie będą liczyły się do końcowej klasyfikacji konkursowej, a kraj który wygra plebiscyt otrzyma drugą statuetkę podczas konferencji prasowej po zakończeniu koncertu. Aby uniknąć masowego głosowania na dane państwo postanowiono, że szczegółowe wyniki zostaną ujawnione na oficjalnej stronie wydarzenia, a nad przebiegiem całego głosowanie podobnie jak tego podczas konkursu czuwać będzie firma Sound of Data. Jednakże w trakcie transmisji strona na której miało odbywać się głosowanie została przeciążona ze względu na duże zainteresowanie i ostatecznie nagrody nie przyznano.
Według danych zebranych przez organizatorów zliczono, że specjalną stronę odwiedziło ponad 91 tysięcy unikalnych użytkowników w tym podczas samych trzech pierwszych sekund 37 tysięcy. Wyniki zaskoczyły organizatorów którzy przygotowani byli na maksymalnie 15 tysięcy osób. Władisław Jakowlew, kierownik wykonawczy z ramienia EBU poinformował, że w poprzednim roku transmisję online z Kijowa na oficjalnej stronie konkursu śledziło ok. 4 tysięcy internautów. Szacowali, że głosowanie internetowe może zwiększyć ten wynik do ok. 8 tysięcy. Najwięcej odwiedzin według danych Europejskiej Unii Nadawców pochodziło z Wielkiej Brytanii, Niemiec, Hiszpanii, Stanów Zjednoczonych, Francji, Grecji, Austrii oraz Belgii.

## Kraje uczestniczące

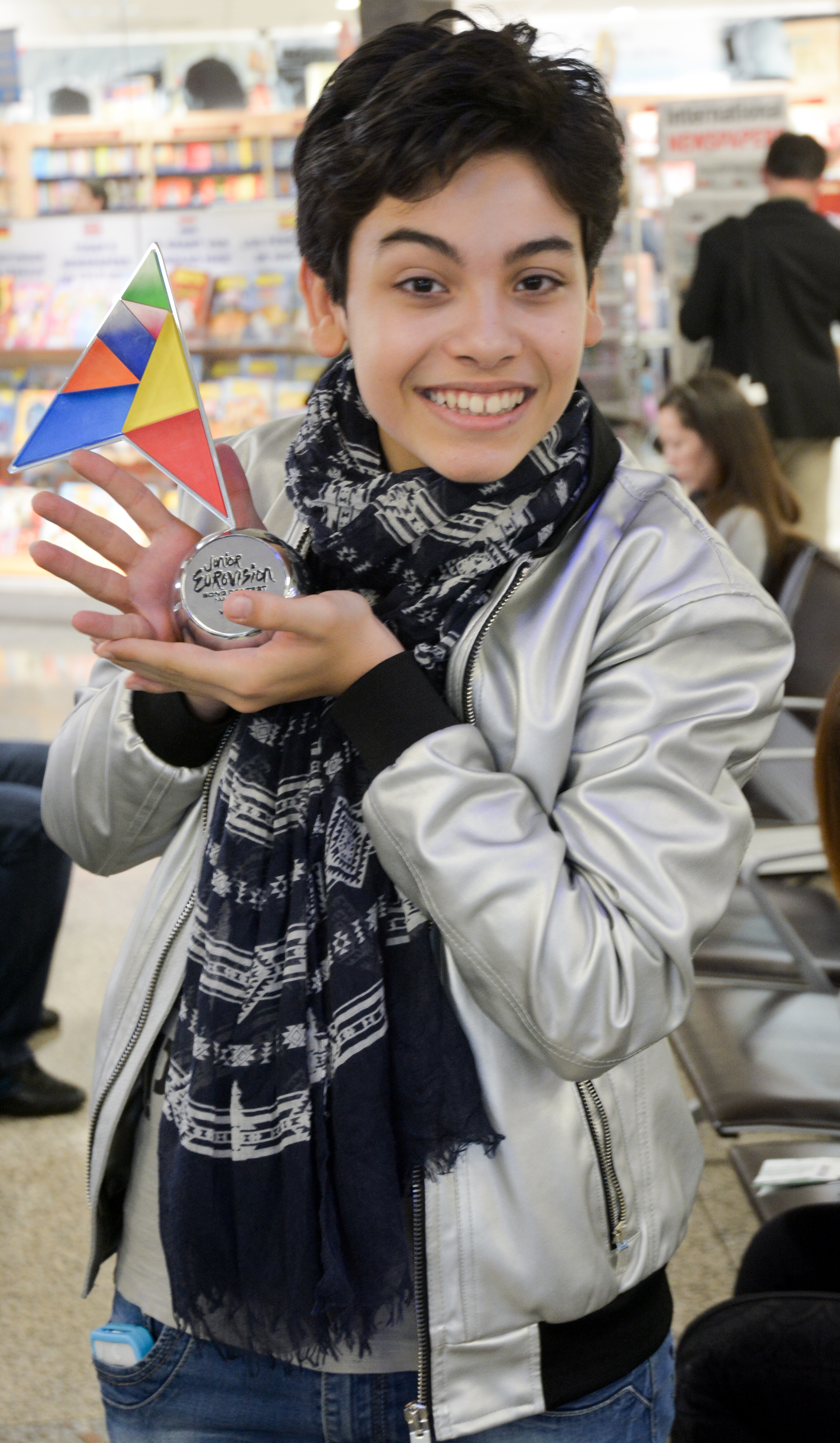
Vincenzo Cantiello – zwycięzca Konkursu Piosenki Eurowizji dla Dzieci 2014 wraz z trofeum

Udział w 12. Konkursie Piosenki Eurowizji dla Dzieci potwierdziło szesnastu europejskich nadawców publicznych. Był to pierwszy tak duży konkurs od roku 2007, kiedy to udział brało szesnaście państw. Do stawki konkursowej powrócili nadawcy z Bułgarii, Chorwacji, Cypru oraz Serbii. Telewizje z Czarnogóry, Słowenii i Włoch zdecydowała się po raz pierwszy zaprezentować swojego reprezentanta. Z udziału zrezygnowały natomiast stacje z Azerbejdżanu, Macedonii oraz Mołdawii. Poniżej znajduje się pełna lista uczestników oraz utworów wraz z wynikami, sporządzona na podstawie oficjalnej strony konkursu:

### Finał
| Lp. | Państwo    | Artysta                        | Utwór                                   | Język                   | Miejsce | Punkty |
| --- | ---------- | ------------------------------ | --------------------------------------- | ----------------------- | ------- | ------ |
| 1   | Białoruś   | Nadzieja Misiakowa             | „Sokal” (Сокал)                         | angielski, białoruski   | 7       | 71     |
| 2   | Bułgaria   | Krisija, Chasan i Ibrachim     | „Planet of the Children”                | bułgarski               | 2       | 147    |
| 3   | San Marino | The Peppermints                | „Breaking My Heart”                     | angielski, włoski       | 15      | 21     |
| 4   | Chorwacja  | Josie                          | „Game Over”                             | angielski, chorwacki    | 16      | 13     |
| 5   | Cypr       | Sofia Patsalidis               | „I pio omorfi mera” (Η Πιο Όμορφη Μέρα) | angielski, grecki       | 9       | 69     |
| 6   | Gruzja     | Lizi Pop                       | „Happy Day”                             | angielski, gruziński    | 11      | 54     |
| 7   | Szwecja    | Julia Kedhammar                | „Du är inte ensam”                      | szwedzki                | 13      | 28     |
| 8   | Ukraina    | Sympho-Nick                    | „Spring Will Come”                      | angielski, ukraiński    | 6       | 74     |
| 9   | Słowenia   | Ula Ložar                      | „Nisi sam / Your Light”                 | angielski, słoweński    | 12      | 29     |
| 10  | Czarnogóra | Maša Vujadinović i Lejla Vulić | „Budi dijete na jedan dan”              | angielski, czarnogórski | 14      | 24     |
| 11  | Włochy     | Vincenzo Cantiello             | „Tu primo grande amore”                 | angielski, włoski       | 1       | 159    |
| 12  | Armenia    | Betty                          | „People of the Sun”                     | angielski, ormiański    | 3       | 146    |
| 13  | Rosja      | Alisa Kożykina                 | „Dreamer”                               | angielski, rosyjski     | 5       | 96     |
| 14  | Serbia     | Emilija Đonin                  | „Svet u mojim očima / World In My Eyes” | serbski                 | 10      | 61     |
| 15  | Malta      | Federica Falzon                | „Diamonds”                              | angielski               | 4       | 116    |
| 16  | Holandia   | Julia                          | „Around”                                | angielski, niderlandzki | 8       | 70     |

## Wyniki

### Głosowanie
| Wyniki jurorów i telewidzów | Wyniki jurorów i telewidzów | Wyniki jurorów i telewidzów | Wyniki jurorów i telewidzów | Wyniki jurorów i telewidzów |
| Miejsce                     | Jurorzy                     | Punkty                      | Telewidzowie                | Punkty                      |
| --------------------------- | --------------------------- | --------------------------- | --------------------------- | --------------------------- |
| 1                           | Włochy                      | 143                         | Bułgaria                    | 143                         |
| 2                           | Armenia                     | 114                         | Armenia                     | 124                         |
| 3                           | Malta                       | 113                         | Ukraina                     | 100                         |
| 4                           | Bułgaria                    | 86                          | Włochy                      | 100                         |
| 5                           | Cypr                        | 73                          | Rosja                       | 89                          |
| 6                           | Rosja                       | 72                          | Holandia                    | 69                          |
| 7                           | Serbia                      | 65                          | Malta                       | 64                          |
| 8                           | Białoruś                    | 62                          | Białoruś                    | 58                          |
| 9                           | Gruzja                      | 44                          | Cypr                        | 42                          |
| 10                          | Holandia                    | 44                          | Gruzja                      | 41                          |
| 11                          | Szwecja                     | 39                          | Słowenia                    | 39                          |
| 12                          | Ukraina                     | 24                          | Serbia                      | 34                          |
| 13                          | Czarnogóra                  | 21                          | San Marino                  | 11                          |
| 14                          | Słowenia                    | 14                          | Czarnogóra                  | 10                          |
| 15                          | San Marino                  | 11                          | Szwecja                     | 3                           |
| 16                          | Chorwacja                   | 3                           | Chorwacja                   | 1                           |

| Uczestnicy | Suma punktów | Bonus startowy | Punkty od dziecięcego jury | Białoruś | Bułgaria | San Marino | Chorwacja | Cypr | Gruzja | Szwecja | Ukraina | Słowenia | Czarnogóra | Włochy | Armenia | Rosja | Serbia | Malta | Holandia |
| Białoruś   | 71           | 12             | 8                          |          | 1        | 3          | 2         | 1    | 6      | 5       | 6       | 2        |            | 1      | 3       | 8     |        | 6     | 7        |
| Bułgaria   | 147          | 12             | 4                          | 7        |          |            | 12        | 12   | 8      | 10      | 8       | 10       | 8          | 10     | 7       | 7     | 12     | 8     | 12       |
| San Marino | 21           | 12             |                            |          |          |            |           |      |        |         |         |          |            | 8      |         |       |        | 1     |          |
| Chorwacja  | 13           | 12             |                            |          |          | 1          |           |      |        |         |         |          |            |        |         |       |        |       |          |
| Cypr       | 69           | 12             | 6                          | 3        | 8        | 8          |           |      | 4      | 6       |         | 4        | 4          | 5      |         | 3     |        |       | 6        |
| Gruzja     | 54           | 12             | 1                          | 4        | 2        | 2          | 1         | 3    |        |         | 2       |          |            |        | 12      | 5     | 1      | 7     | 2        |
| Szwecja    | 28           | 12             |                            |          |          |            |           | 2    | 1      |         | 3       |          |            | 4      | 1       |       |        |       | 5        |
| Ukraina    | 74           | 12             |                            | 6        | 4        |            | 7         | 4    | 7      |         |         | 1        | 10         | 3      | 4       | 4     | 5      | 4     | 3        |
| Słowenia   | 29           | 12             |                            | 1        |          |            | 3         |      |        | 2       |         |          | 3          |        | 2       |       | 2      |       | 4        |
| Czarnogóra | 24           | 12             |                            |          |          |            |           |      |        |         |         | 3        |            |        |         |       | 4      | 5     |          |
| Włochy     | 159          | 12             | 12                         | 2        | 10       | 12         | 10        | 10   | 10     | 7       | 10      | 12       | 12         |        | 8       | 6     | 8      | 10    | 8        |
| Armenia    | 146          | 12             | 7                          | 12       | 12       | 7          | 6         | 6    | 12     | 8       | 12      | 8        | 2          | 2      |         | 12    | 6      | 12    | 10       |
| Rosja      | 96           | 12             | 5                          | 10       | 7        | 5          | 5         | 8    | 3      | 1       | 5       | 7        | 5          |        | 10      |       | 10     | 3     |          |
| Serbia     | 61           | 12             | 3                          |          | 6        | 6          | 8         |      |        | 3       | 4       | 5        | 7          | 6      |         | 1     |        |       |          |
| Malta      | 116          | 12             | 10                         | 8        | 5        | 10         |           | 7    | 5      | 4       | 7       | 6        | 6          | 12     | 6       | 10    | 7      |       | 1        |
| Holandia   | 70           | 12             | 2                          | 5        | 3        | 4          | 4         | 5    | 2      | 12      | 1       |          | 1          | 7      | 5       | 2     | 3      | 2     |          |

## Pozostałe nagrody
W trakcie przygotowań do konkursu akredytowani przedstawiciele mediów zgromadzeni w centrum prasowym mieli możliwość wzięcia udział w głosowaniu na ich zdaniem najlepszy występ konkursowy. Poniższa lista zawiera pięciu faworytów wraz z łączną liczbą punktów zdobytą podczas plebiscytu:
| Lp. | Państwo  | Artysta                    | Utwór                    | Punkty |
| --- | -------- | -------------------------- | ------------------------ | ------ |
| 1   | Bułgaria | Krisija, Chasan i Ibrachim | „Planet of the Children” | 300    |
| 2   | Włochy   | Vincenzo Cantiello         | „Tu primo grande amore”  | 229    |
| 3   | Malta    | Federica Falzon            | „Diamonds”               | 221    |
| 4   | Cypr     | Sophia Patsalides          | „I pio omorfi mera”      | 205    |
| 5   | Holandia | Julia                      | „Around”                 | 155    |

## Międzynarodowi nadawcy oraz głosowanie

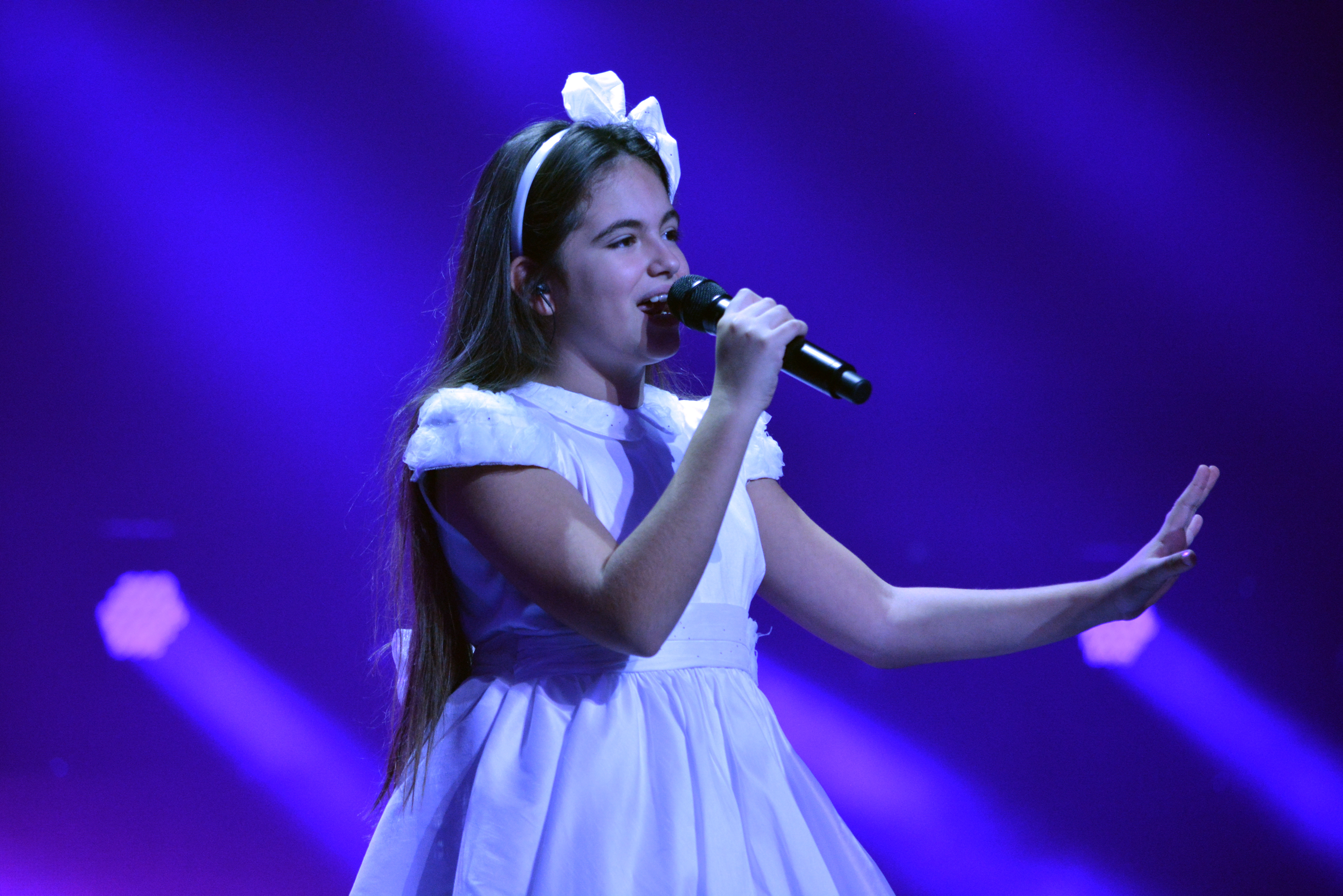
Gaia Cauchi – zwyciężczyni Konkursu Piosenki Eurowizji dla Dzieci 2013, była sekretarzem dziecięcego jury

Zgodnie z zasadą obowiązującą od 2005 roku, kierownik wykonawczy Europejskiej Unii Nadawców, Władisław Jakowlew przekazał na początku głosowania wszystkim uczestnikom bonus w postaci 12 dodatkowych punktów.

### Sekretarze
Poniżej przedstawione zostały nazwiska wszystkich sekretarzy, którzy ogłaszali wyniki głosowania w poszczególnych krajach. W zestawieniu uwzględniono również rzeczniczkę dziecięcego jury. Poszczególne państwa zostały uporządkowane w kolejności przyznawania punktów:
1. Dziecięce jury – Gaia Cauchi
2. Białoruś – Katerina Taperkina
3. Bułgaria – Ina Angełowa
4. San Marino – Clara
5. Chorwacja – Sarah
6. Cypr – Paris Nicolaou
7. Gruzja – Mariam Chundżgurua
8. Szwecja – Elias Elfström
(reprezentant kraju w 2013 roku)[39]
9. Ukraina – Sofija Tarasowa
(reprezentantka kraju w 2013 roku)[40]
10. Słowenia – Gal Fajon
11. Czarnogóra – Aleksandra
12. Włochy – Geordie
13. Armenia – Monika Awanesjan
(reprezentantka kraju w 2013 roku)[41]
14. Rosja – Marija Karieiewa
15. Serbia – Tamara Vasović
16. Malta – Julian
17. Holandia – Mylène i Rosanne
(reprezentantki kraju w 2013 roku)[42]

### Komentatorzy
Spis poniżej przedstawia komentatorów konkursu z poszczególnych krajów w 2014 roku:

#### Kraje uczestniczące w konkursie
- Armenia – Awet Barseghjan (ARMTV 1)
- Białoruś – Anatolij Lipieckij (BTRC)
- Bułgaria – Georgi Kuszwaliew i Elena Rosberg (BTV)
- Chorwacja – Ivan Planinić i Aljoša Šerić (HRT 2)
- Cypr – Kiriakos Pastidis (CyBC)
- Czarnogóra – Dražen Bauković i Tamara Ivanković (TVCG 2)
- Gruzja – bd. (GPB)
- Holandia – Jan Smit (NPO 3)
- Malta – bd. (PBS)
- Rosja – Ołga Szelest i Alexander Guriewicz (Karousel)
- San Marino – Lia Fiorio i Gilberto Gattei (SMRTV)
- Serbia – Silvana Grujić (RTS 2)
- Słowenia – Bernarda Žarn (TVSlo)
- Szwecja – Edward af Sillén i Ylva Hällen (SVT Barnkanalen)
- Ukraina – Timur Mirosznyczenko (NTU)
- Włochy – Simone Lijoi i Antonella Clerici (Rai Gulp)

#### Kraje nieuczestniczące w konkursie
- Argentyna – Victor Barrera (Radio WU)
- Australia – Georgia McCarthy i Andre Nookadu (SBS2)
- Anglia – Ewan Spence (103 The Eye)
(transmisja z opóźnieniem)
- Irlandia – Ewan Spence (92.5 Phoenix FM)
- Nowa Zelandia – Ewan Spence (World FM)
- Singapur – Ewan Spence (247 Music Radio)
(tylko transmisja online)
- Stany Zjednoczone – Ewan Spence (KCGW (Williams Life Radio) oraz WXDR (Delgado’s Dolphin Radio))
- Szkocja – Ewan Spence (K107 FM, Radio Six International oraz Shore Radio)
- Walia – Ewan Spence (Oystermouth Radio)

## Oficjalny album
Zasugerowano, aby wydzielić z tego artykułu fragmenty do artykułu Junior Eurovision Song Contest: Malta 2014.  (dyskusja)
Junior Eurovision Song Contest: Malta 2014 – oficjalna kompilacja zawierająca utwory wszystkich uczestniczących w konkursie państw. Album został wydany 3 listopada 2014 roku przez wytwórnię płytową Universal. Wydawnictwo składa się z dwóch płyt CD. Na pierwszej znajduje się szesnaście utworów w wersji studyjnej, zaś na drugiej wersje karaoke tych kompozycji. Kompilacja została wydana jedynie w formie cyfrowej, z powodu późnego dostarczenia materiałów przez poszczególnych nadawców publicznych. Dystrybucja odbywa się za pomocą sklepów internetowych iTunes i 7digital.
| CD1 – Wersje studyjne | CD1 – Wersje studyjne                        | CD1 – Wersje studyjne          | CD1 – Wersje studyjne | CD1 – Wersje studyjne |
| Nr                    | Tytuł utworu                                 | Artysta                        | Kraj                  | Długość               |
| --------------------- | -------------------------------------------- | ------------------------------ | --------------------- | --------------------- |
| 1.                    | „People of the Sun”                          | Betty                          | Armenia               | 2:39                  |
| 2.                    | „Planet of the Children”                     | Krisija, Chasan i Ibrachim     | Bułgaria              | 3:00                  |
| 3.                    | „Sokal (Falcon)”                             | Nadzieja Misiakowa             | Białoruś              | 2:56                  |
| 4.                    | „I Pio Omorfi Mera – The Most Beautiful Day” | Sofia Patsalidis               | Cypr                  | 3:04                  |
| 5.                    | „Happy Day”                                  | Lizi Pop                       | Gruzja                | 2:52                  |
| 6.                    | „Game Over”                                  | Josie                          | Chorwacja             | 2:46                  |
| 7.                    | „Tu primo grande amore”                      | Vincenzo Cantiello             | Włochy                | 3:04                  |
| 8.                    | „Diamonds”                                   | Federica Falzon                | Malta                 | 3:05                  |
| 9.                    | „Budi dijete na jedan dan”                   | Maša Vujadinović i Lejla Vulić | Czarnogóra            | 2:55                  |
| 10.                   | „Around”                                     | Julia                          | Holandia              | 2:49                  |
| 11.                   | „Dreamer”                                    | Alisa Kożykina                 | Rosja                 | 3:01                  |
| 12.                   | „Breaking My Heart”                          | The Peppermints                | San Marino            | 3:00                  |
| 13.                   | „Svet U Mojim Očima/World In My Eyes”        | Emilija Đonin                  | Serbia                | 2:45                  |
| 14.                   | „Nisi Sam/Your Light”                        | Ula Ložar                      | Słowenia              | 3:00                  |
| 15.                   | „Du är inte ensam”                           | Julia Kedhammar                | Szwecja               | 3:15                  |
| 16.                   | „Spring Will Come”                           | Sympho-Nick                    | Ukraina               | 2:55                  |
|                       |                                              |                                |                       | 47:06                 |

| CD2 – Wersje karaoke | CD2 – Wersje karaoke                                   | CD2 – Wersje karaoke           | CD2 – Wersje karaoke | CD2 – Wersje karaoke |
| Nr                   | Tytuł utworu                                           | Artysta                        | Kraj                 | Długość              |
| -------------------- | ------------------------------------------------------ | ------------------------------ | -------------------- | -------------------- |
| 1.                   | „People of the Sun” (Karaoke)                          | Betty                          | Armenia              | 2:39                 |
| 2.                   | „Planet of the Children” (Karaoke)                     | Krisija, Chasan i Ibrachim     | Bułgaria             | 3:00                 |
| 3.                   | „Sokal (Falcon)” (Karaoke)                             | Nadzieja Misiakowa             | Białoruś             | 2:56                 |
| 4.                   | „I Pio Omorfi Mera – The Most Beautiful Day” (Karaoke) | Sofia Patsalidis               | Cypr                 | 3:04                 |
| 5.                   | „Happy Day” (Karaoke)                                  | Lizi Pop                       | Gruzja               | 2:52                 |
| 6.                   | „Game Over” (Karaoke)                                  | Josie                          | Chorwacja            | 2:46                 |
| 7.                   | „Tu primo grande amore” (Karaoke)                      | Vincenzo Cantiello             | Włochy               | 3:04                 |
| 8.                   | „Diamonds” (Karaoke)                                   | Federica Falzon                | Malta                | 3:05                 |
| 9.                   | „Budi dijete na jedan dan” (Karaoke)                   | Maša Vujadinović i Lejla Vulić | Czarnogóra           | 2:55                 |
| 10.                  | „Around” (Karaoke)                                     | Julia                          | Holandia             | 2:49                 |
| 11.                  | „Dreamer” (Karaoke)                                    | Alisa Kożykina                 | Rosja                | 3:01                 |
| 12.                  | „Breaking My Heart” (Karaoke)                          | The Peppermints                | San Marino           | 3:00                 |
| 13.                  | „Svet U Mojim Očima/World In My Eyes” (Karaoke)        | Emilija Đonin                  | Serbia               | 2:45                 |
| 14.                  | „Nisi Sam/Your Light” (Karaoke)                        | Ula Ložar                      | Słowenia             | 3:00                 |
| 15.                  | „Du är inte ensam” (Karaoke)                           | Julia Kedhammar                | Szwecja              | 3:15                 |
| 16.                  | „Spring Will Come” (Karaoke)                           | Sympho-Nick                    | Ukraina              | 2:55                 |
|                      |                                                        |                                |                      | 47:06                |